# Six des Eaux Froides
Le Six des Eaux Froides est un sommet montagneux situé en Suisse, dans le canton du Valais.
Le sommet se situe au nord-est du village d'Anzère.